# Glockenturm Biehla

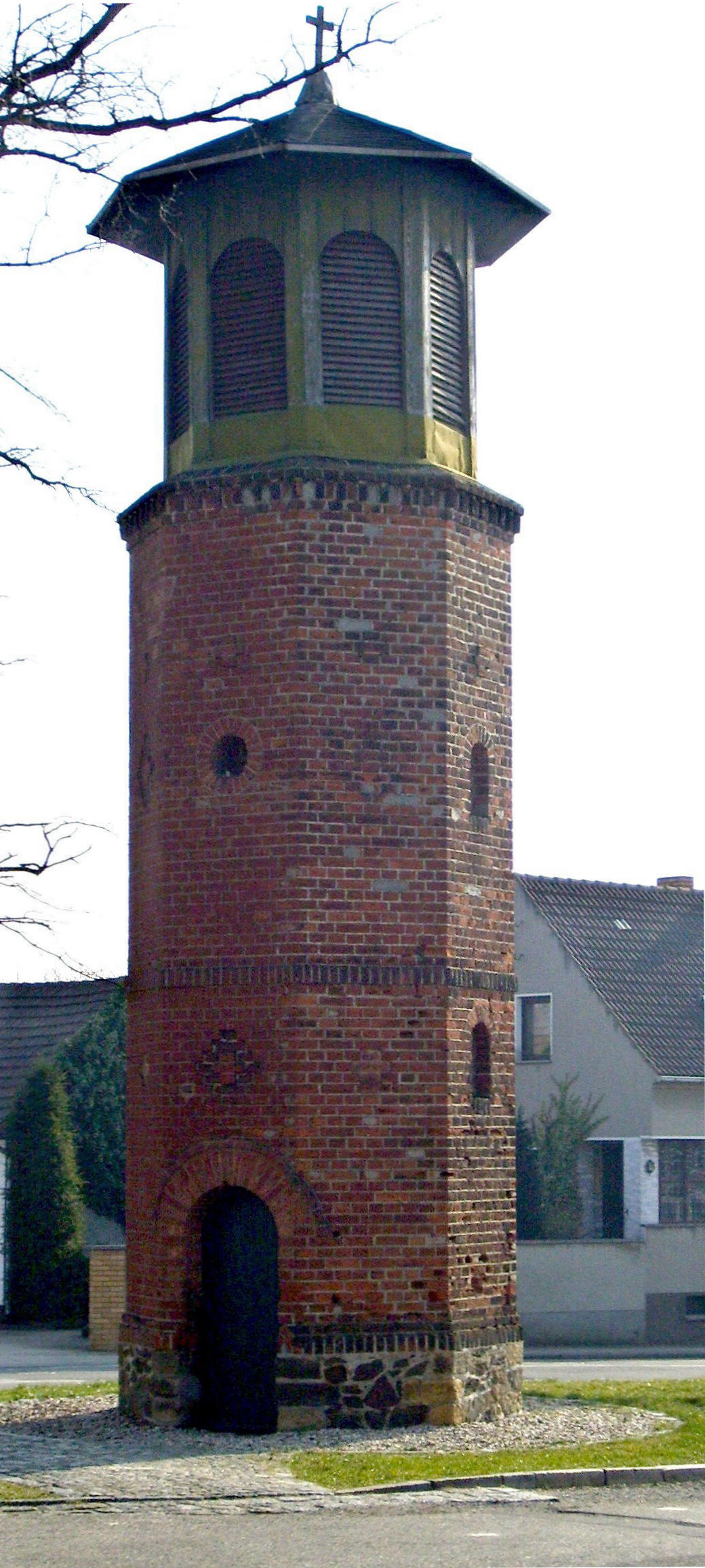
Der Glockenturm in Biehla

Der 11,58 Meter hohe Biehlaer Glockenturm ist ein Baudenkmal in der südbrandenburgischen Kleinstadt Elsterwerda im Landkreis Elbe-Elster. Er befindet sich im Zentrum von Biehla an der Einmündung der Breiten Straße in die Haidaer Straße und ist neben dem Biehlaer Wasserturm eines der Wahrzeichen des Stadtteils.

## Geschichte
Am 3. Juli 1860 wurde der Biehlaer Friedhof am Schulberg (Weinberg) durch den Superintendenten Klewitz nach der ersten Beerdigung eingeweiht. Bis dahin wurden die Verstorbenen der Gemeinde auf dem in der Gegenwart als Stadtpark genutzten Elsterwerdaer Friedhof in der Berliner Straße beigesetzt. Da Biehla zu diesem Zeitpunkt noch keine eigene Kirche besaß und das Glockengeläut fehlte, entstand der Wunsch, nach dem Vorbild einiger umliegender Gemeinden einen Glockenturm im Ort zu bauen.
Zunächst schaffte man die nötige Glocke an. Sie wurde in der Hoyerswerdaer Gießhütte „Hadank & Sohn“ hergestellt und am 20. Juli 1862 traf die Glocke in Biehla ein. Hier wurde sie im von Baumeister Dietrich im gleichen Jahre erbauten Turm untergebracht, welcher am 22. Oktober 1862 eingeweiht wurde. Von den etwa 600 Talern betragenden Gesamtkosten, trug die Gemeinde Biehla 500 Taler. Der altpreußische Evangelische Oberkirchenrat gab die restliche Summe aus dem Kollektenfonds dazu.
Die 4 1/2 Zentner schwere Glocke hatte einen Umfang von 2,30 Meter. Sie überdauerte den Ersten Weltkrieg, wurde aber zu Beginn des Zweiten Weltkrieges abgenommen und zu Kriegszwecken eingeschmolzen. Auf ihr befanden sich zwei Inschriften.
Auf der einen Seite las man:

„Ich lobe Gott mit Schalle und ruf die Christen alle;
 ich weck zur Freude und Trost im Leib
 und mahne an die Ewigkeit.“

Die Inschrift auf der anderen Seite lautete:

„Anno Domini 1862
 Gemeinde Biehla
 Klewitz. Pfarrer und Ephorus
 Kuntsch, Lehrer
 Matthes, Ortsrichter“

Kurz nach dem Zweiten Weltkrieg wurde am 13. Februar 1948 eine in Apolda gegossene Glocke aufgehängt.
Die Inschrift dieser Glocke lautet:

„Heinz Schurig Söhne in Apolda gossen mich im Jahre 1948
 Soli deo gloria“

Die Glocke wurde allerdings kurze Zeit nach der im Dezember 1961 erfolgenden Einweihung der auf dem Biehlaer Winterberg neu errichteten evangelischen Christuskirche im Jahre 1963 wieder abgenommen und im Turm der Friedhofskapelle aufgehängt, wo sie bis Dezember 2004 verblieb. Seit diesem Zeitpunkt ist die Glocke wieder im Biehlaer Glockenturm untergebracht. Neben einer Umgestaltung des näheren Umfelds konnten Turm und Glocke in den letzten Jahren teilweise saniert werden. Traditionell findet hier seit einigen Jahren am Heiligabend ein Weihnachtskonzert statt.